# Кривосуд-Бодовка
Кривосуд-Бодовка (словац. Krivosúd-Bodovka) — село, громада округу Тренчин, Тренчинський край. Кадастрова площа громади — 8.08 км².
Населення 355 осіб (станом на 31 грудня 2020 року).

## Історія
Кривосуд-Бодовка згадується 1398 року.

## Населення
| Рік:            | 1994. | 2004.   | 2014.   | 2024.   |
| --------------- | ----- | ------- | ------- | ------- |
| Кількість осіб: | 315   | 303     | 330     | 346     |
| Різниця:        |       | -3,80 % | +8,91 % | +4,84 % |

| Рік:            | 2023. | 2024.   |
| --------------- | ----- | ------- |
| Кількість осіб: | 355   | 346     |
| Різниця:        |       | -2,53 % |